# 厄尼·巴雷特
厄尼·德鲁·巴雷特（英語：Ernie Drew Barrett，1929年8月27日—2023年4月21日），美国NBA联盟前职业篮球运动员。他在1951年的NBA选秀中第1轮第7顺位被波士顿凯尔特人选中。